# Erzherzogtum Österreich
Das Erzherzogtum Österreich, bis 1453 Herzogtum Österreich, war ein Reichslehen des Heiligen Römischen Reiches. Während die lehnsrechtliche Einheit bis zum Reichsende 1806 bestehen blieb, war bereits im 13. Jahrhundert eine landesrechtliche Teilung in Österreich ob der Enns und Österreich unter der Enns erfolgt, woraus schließlich die heutigen österreichischen Länder Oberösterreich und Niederösterreich hervorgingen.

## Entwicklung
Das Herzogtum Österreich entstand im land- und lehensrechtlichen Sinne auf dem Reichstag von Regensburg 1156, als die Mark Österreich vom Herzogtum Bayern getrennt und zum selbständigen Territorialherzogtum erhoben wurde. Die darüber von Kaiser Friedrich I. Barbarossa in der Kreuzhofkapelle (Regensburg) ausgestellte, später Privilegium minus genannte Urkunde enthielt eine Reihe von Sonderrechten, teils eigens für das erste mit diesem Territorium belehnte Herzogspaar, Heinrich II. Jasomirgott aus dem Haus der Babenberger und dessen Frau Theodora, teils für deren Nachfolger, womit sie für den gleichzeitig erfolgten Verzicht auf Bayern entschädigt wurden.
1192 erwarben die Babenberger auch das nach der Stadt Steyr im Traungau benannte Herzogtum Steiermark, starben jedoch 1246 im Mannesstamme aus. Die Steiermark fiel kurzzeitig an Ungarn, während Ottokar II. von Böhmen das Herzogtum Österreich und den Traungau erwarb. Dies war der Anlass dafür, dass die westlichen Landesteile Österreichs von diesem abgetrennt und mit dem Traungau zu einem selbständigen Land, Österreich ob der Enns, zusammengeführt wurden, während die Länder östlich der Enns als Österreich nid der Enns bezeichnet wurden.
Reichsrechtlich bildeten beide Länder weiterhin ein Lehen. Mit diesem wurden 1282 die Habsburger zur gesamten Hand belehnt, so dass alle Habsburger, nicht nur die jeweils regierenden, den Herzogstitel führten. 1358/59 unternahm Herzog Rudolf IV. von Österreich einen großangelegten Versuch, seine Stellung im Reich eigenmächtig zu verbessern, wozu er eine Reihe von gefälschten Urkunden, darunter das später sogenannte Privilegium maius anfertigen ließ. Dieses sah für den österreichischen Landesfürsten den Titel „Pfalz-Erzherzog“ vor. Die Urkunden wurden zunächst Kaiser Karl IV. vorgelegt, der sie jedoch nicht anerkannte. 1442/1453 erfolgte jedoch die Anerkennung durch Kaiser Friedrich III., der zugleich österreichischer Landesfürst war und 1453 den Titel eines „Erzherzogs“ annahm, den fortan alle Habsburger führten.
Der Erzherzog von Österreich behauptete im Reich den ersten Rang nach den Kurfürsten. Er führte am Reichstag das Direktorium im Reichsfürstenrat während der Beratungen (directorium agens); sein Anspruch, auch die weltliche Bank anzuführen, scheiterte am Widerstand Bayerns, das diese Position für sich behauptete, weshalb der österreichische Erzherzog kurioserweise die geistliche Bank anführte, obwohl er weltlicher Reichsfürst war.
Die Einheit der beiden Länder ob und nid der Enns wurde auch während der diversen habsburgischen Länderteilungen gewahrt (siehe Habsburgermonarchie). Die beiden Länder bildeten in diesem Zusammenhang die niederösterreichische Ländergruppe und unterstanden einem gemeinsamen Regiment. Im Zuge der theresianischen Verwaltungsreformen ging diese Verwaltungseinheit unter; mit dem Ende des Heiligen Römischen Reiches 1806 endete auch das Reichslehen Österreich, womit die letzten besonderen Verbindungen zwischen dem Land ob der Enns und dem Land unter der Enns untergingen. Das Erzherzogtum Österreich ob der Enns und das Erzherzogtum Österreich unter der Enns bildeten fortan zwei selbständige Kronländer innerhalb der Habsburgermonarchie, in der sie bis zu deren Ende 1918 verblieben.